# اتحاد سكان باندياجارا
اتحاد سكان باندياجارا (بالفرنسية: Union des Populations de Bandiagara)‏ كان حزبًا سياسيًا في السودان الفرنسي (مالي الآن).

## التاريخ
كان الحزب نشطًا فقط في منطقة باندياجارا. في انتخابات 1957 حصل على 64٪ من أصوات المنطقة وفاز بجميع المقاعد السبعة. 
بعد فترة وجيزة من الانتخابات اندمج في حزب الاتحاد السوداني - التجمع الديمقراطي الأفريقي الحاكم، الذي فاز بـ 57 مقعدًا. 